# الترست (وقف)
الترست (بالإنجليزية: Trust)، هو مصطلح لأبرز نظام وقفي في الغرب، وله في اللغة الإنجليزية معانٍ عديدة، ولكن فيما يتصل بالعمل الخيري، يُعتبر هذا المصطلح هو الأقرب لمفهوم الوقف، ومن الثابت أن الترست في الغرب، نشأ بعد الحروب الصليبية، وكان في البداية مجرد حكم قضائي، ثم سُمي: (الترست)، بعد أن انتشر العمل به، ثم تطور فلم يقتصر على الأراضي الزراعية، بل توسع إلى أغراض أخرى، ويقوم على أربعة أركان أساسية: المانح، الموثوق به، المستفيد، عين الترست، وله خصائص ومزايا، انفرد بها عن غيره من أنظمة الوقف الأخرى، والترست في الغرب ليس كالوقف في الإسلام، فهو يختلف عن الوقف في بعض شروط إنشاءه وأهدافه، وكيفية إدارته، ويتفق معه في الشمول لكثير من النواحي التعليمية والصحية والاجتماعية، والسعي لخدمة الفقراء والمحتاجين، والإسهام في الجانب العلمي والحضاري.

## مفهوم الترست
الترست: علاقة أمانة، يعهد من خلالها شخص، لشخص آخر الإشراف على مال مخصوص، وذلك لمصلحة طرف آخر مستفيد، وهو "التزام يُنْشِئه شخصٌ بإرادته المنفردة، معلناً تخصيص مال يملكه لمنفعه الغير".
وأما بالمعنى المتصل منه بالعمل الخيري، فهو قريب من الوقف في الإسلام، وأكثر ما يُطلق مصطلح الترست في الغرب على عملية الممتلكات بواسطة الأمين لصالح الورثة، فهو يشبه الوقف الذري في الفقه الإسلامي.

## نشأة الترست
يعود ظهور الترست في أوروبا إلى العصر الوسيط بإنجلترا، إذ كان الأمراء يفرضون ضرائب عالية على الورثة عند وفاة مورِّثهُم، مما أدَّى إلى إحداث الترست في القرن الثاني عشر ميلادي، من أجل التهرب من الضرائب، وبمقتضى ذلك يقوم المالك باختيار أقرب أصدقائه أو أقربائه، فيخوله حقوق المالك القانوني على أمواله، مع تعهّد الصديق والتزامه لشروط العقد الذي عُرِف باسم: "عقد المنافع"، وفي عهد الملك "هنري الثامن"، عام 1536م صدر قانون المنافع، الذي فوّت على الملاك التهرب من الضرائب، فلجأوا إلى عقد "الترست"، الذي يحفظ للأمين بالملكية القانونية للمال مع إشراك غير الورثة في الانتفاع بمال الترست خاصة الفقراء والمحتاجين".
ثم في نهاية القرن السابع عشر وبتشجيع من الدول الملكية، انتعش الترست في بريطانيا، وأُنشأت المؤسسات الخيرية المدارس والجامعات والمستشفيات وغيرها، واستمر هذا الانتعاش وتطور في القرن الثامن عشر، إضافة إلى أن القانون البريطاني كان له دور في سن تشريعات جديدة لتنظيم الترست –الأمانات الخيرية-، ومن ثم تم إقامة مؤسسات بريطانية خيرية، ومنها: (ترست) الجامعة الاسكتلندية عام 1907م، و(ترست) –كارنجي-، الذي أنشاءه بقيمة 10 مليون دولار أمريكي، في صورة سندات أمريكية لشركة الصلب، وغيرها من المؤسسات، إلا أنها كانت المؤسسات البريطانية وبشكل عام صغيرة الحجم، مما يشير إلى دورها الضعيف في ذلك.
وأما في الولايات المتحدة الأمريكية، فلم تكن تحظى الأمانات الخيرية –الترست- برعاية ولايات الدولة المختلفة، حتى نهاية القرن التاسع عشر، بعد قيام الحكومة الفيدرالية، التي أزالت كافة أشكال المنع والحظر على المؤسسات الخيرية –الترست-، ثم بعد الحرب العالمية وقيام الثورة الشيوعية في روسيا، والتي مثلت خطراً على رجال المال والصناعة والسياسة بتأليب العمّال عليهم، الأمر الذي جعلهم يتجهون إلى التبرع بعشرات الملايين، وإنشاء المؤسسات الخيرية، التي تقدم خدماتها للطبقات الفقيرة والمهمشة، "كما أن الضرائب التي فُرِضت على منشئات الأعمال مع إعفاء التبرعات الخيرية من هذه الضرائب، شجع رجال الأعمال على التوسع في إنشاء المؤسسات الخيرية والتبرع لها"، وفيما بعد توسع العمل بنظام الترست من الوقف الزراعي إلى الأراضي والعقارات خارج القطاع الزراعي، وإلى الممتلكات المالية، مثل الأسهم والسندات، وغيرها من الأوراق المالية، وصارت له أغراض متعددة تجارية وخيرية وغير ذلك.

## أركان الترست
يقوم الترست على أربعة أركان أساسية: المانح، والموثوق به، والمستفيد، وعين الترست.
1. الواقف: وهو الذي أنشأ الترست، أو أسَّسه، وقد يكون فرداً حقيقياً أو حكمياً أو مجموعة من الأفراد أو مؤسسة، وهو من يحدد كيفية استغلاله، وتسمى وثيقة الترست.[6]
2. عين الترست: وقد يكون مالاً أو عقاراً أو منفعة من المنافع وهو تبرع في الأمانات الوقفية –الترست-، من قبل واقف معين.[12]
3. الموثوق به (الوصي أو الأمين): وهو الطرف الثاني للترست، الذي يقبل متطوعاً مسؤولية إدارة الترست، حسب الشروط المنصوص عليها بوثائق الترست من قبل المانح، وحسب شروط القانون.[13]
4. المستفيد: وهو الطرف الثالث الذي يدير الموثوق به الترست لمصلحته، وقد يكون المستفيد فرداً أو جماعة معينة من الأفراد أو طبقة غير معينة من الناس أو مشروع.[4]

## أنواع الترست
تنقسم صور الترست في التطبيقات الاقتصادية الغربية المعاصرة إلى ثلاثة أنواع:
1. الترست الاستثماري (الائتماني).
2. الترست الخيري (الأمانات).
3. الترست الاستثماري الخيري.[14]

وهناك تقسيم آخر للترست، من حيث الهدف له، أو كيفية إدارته، وهو كما يلي:
- الأول: الترست التوجيهي: وهو الذي ينشأ بموجب سند محدد لغرض تحديداً عاماً، ومن ثم يباشر عمله وفقاً للتعليمات الإضافية من مُنشِئه.[2]
- الثاني: الترست العام: وهو عبارة عن أمانة عامة، تُرصد للناس جميعاً، أو لطبقة كبرى من الشعب، ولا تكاد تختلف عن الميراث العام، التي تُرصد لوجوه الخير أو المنفعة العامة.[5]
- الثالث: الترست الخيري: وهو جزء من الترست العام -الأمانات العامة-، ولكن أُفرد عنه، فإنه لا يحدد فيه الأشخاص المستفيدون بأعيانهم، بل حسب نوعيتهم، فقد يكون لإزالة الفقر، فيشمل المجتمع كله، لا عدداً معيناً من الفقراء في مجتمع بعينه.[12]
- الرابع: الترست التعليمي والصحي: ويقدم خدماته ويعتمد في موارده بجانب ما يتحصله مقابل خدماته، على المساهمات التطوعية من المواطنين.[7]
- الخامس: الترست الوقائي: ويرصد ريعه لمنفعة المستحق طول حياته، أو مدة معلومة، كما هي الحال إفلاس المستحق، عندما تؤول إليه المنفعة لضمان ما يلزمه وعائلته من نفقة، عند صدور الحكم عليه بالإفلاس مثلاً، وفي هذه الحال يعود تقدير مقدار النفقة، وبدئها إلى تقدير القيمين على الترست، ولا يجوز لأي شخص أن يقي نفسه فاقة الإفلاس بإرصاد، مثل هذا الترست من أمواله لنفسه.[2]
- السادس: ترست العهدة: وهو أمانة أو عهدة، تنتقل منافعها أو فوائدها من مستفيد إلى آخر، أو إلى أُناس غير المذكورين أصلاً في سد الائتمان، وذلك في ظروف خاصة.[5]

## ثانياً: شروط إنشاء الترست في القوانين الغربية
اشترطت القوانين الغربية، وبخاصة البريطانية على إنشاء الترست شروطاً، وتتمثل في الآتي:
1. الترست لابد له من إرادة.
2. لابد من وجود القطعية عند تكوين الترست من حيث تحديد نوع الترست.
3. لا بد من مراعاة الشكلية القانونية عند كتابة عقود الترست.
4. لابد من وجود القطعية في تحدي غرض وهدف المانح، بحيث لا يتصرف الأمين وفق رغباته، وإذا لم يتوفر هذا الشرط تتدخل المحكمة لتوفيره.[11]

## خصائص ومزايا الترست الخيري
1. تمكين أكبر عدد من المجتمع الأغنياء والفقراء على السواء من الاشتراك في وقف الترست مهما بلغت مساهماتهم.[15]
2. يتطلب إنشاؤه التسجيل وإعداد التقارير لدى المراجع العام، وضرورة تبني سياسات تتعلق بالمعاملات المالية للترست وتعارض المصالح.[16]
3. تتم إدارته بواسطة مجلس الأمناء، وهم القائمون على إدارة ممتلكات الترست لأغراض خيرية فقط.[12]
4. الترست الخيري يتمتع بالمرونة في التعامل مع الأصول، إضافة إلى دعم الدولة له، وتوفير الأراضي بأسعار مخفضة، وفي بعض الدول بدون ضرائب، تشجيعاً من الدولة للعمل الخيري.[8]
5. يتمتع "الترست" بحماية قانونية، فلا يستطيع أحد، مهما كان منصبه أن يستولي عليه.[6]
6. يمتلك أموالاً مصدرها غالباً فرد، أو عائلة أو مؤسسة، ويوظف أمواله في إدارة برامج تخدم أهدافاً خيرية.[إنج 3][إنج 4]

1. سهولة عزل الأمين على الترست من قبل مجلس الأمناء، دون الرجوع إلى محكمة.
2. دعم الحكومات للترست سواءً أكان للمسلمين أم غير المسلمين، ومن المعلوم أن المسلمين القاطنين في بلاد الغرب يستفيدون من هذا الدعم الذي يقدم لهم من الدولة.[6]
3. يقبل "الترست" تبرعات المتبرعين في المشروع بدافع ذاتي، أو من خلال حملات تسويق الترست بواسطة مسوقين.
4. يحمل صفة قانونية فهي مؤسسات مسجلة خيرية لدعم الأنشطة غير المربحة في مجالات مختلفة: تعلمية، اجتماعية، ثقافية، صحية، بيئية، دينية، أو إنسانية.[2]
5. يقبل الترست جميع أنواع الشركات ويستوعبها، ابتداءً من الترست البسيط، إلى أكثر الترستات تعقيداً، فهو يقبل الشركة المحدودة، المساهمة، والشركة ذات رأس المال المتغير والثابت...الخ، بما فيها القابضة، وفي ذلك قدر كببير من المرونة.[16]

## نماذج من الترست في الغرب
المؤسسات الوقفية الخيرية –الترست- في الغرب كثيرة، وتحتل ألمانيا المرتبة الثاني بعد الولايات المتحدة الأمريكية، إذ بلغ عدد –الترست- 65000 مؤسسة وقفية، وبريطانيا في المرتبة الثالثة، إذ بلغت أكثر من 9000 مؤسسة وقفية –ترست-، وعدد المتطوعين لها 22 مليون، وهذه إحصائيات لدراسة عام 2008م، ونشير إلى أهم هذه المؤسسات، من حيث الإمكانيات، والموجودات والأصول المالية، وهي كما يلي:

### مؤسسة INGKA الهولندية الخيرية
تأسست مؤسسة INGKA الهولندية الخيرية عام 1982م من قبل رجل سويدي، يُدعى (Kamparg) وهو نفسه، الوصي على هذه المؤسسة الخيرية، وتعتبر هذه الوقفية هي المالك الحصري لـ: (207) فرع من فروع المحلات التجارية التابعة للعلامة التجارية (IKEA)، المعروفة في عالم الأثاث والتصميم والديكور، وتُقدر قيمة الترست –المؤسسة الوقفية- بـ:(37مليار دولار أمريكي)، لتكون بذلك الأغنى عالمياً من حيث الموجودات، والمعلومات عن هذه المؤسسة محدودة، ذلك أن القانون الهولندي لا يطالب المؤسسات الخيرية بنشر بياناتها، ومن أنشطتها تقديم المنح المالية للمؤسسات التعليمية.

### مؤسسة Ford الأمريكية الخيرية
تأسست مؤسسة Ford الأمريكية الخيرية عام 1936م لأغراض تتعلق أساساً في الحصول على تسهيلات ضريبية، إلا أن المؤسسة وفي عهد (هنري فورد الأب)، عام 1947م تلقت هبات ضخمة، سمحت للمؤسسة بتوسيع أعمالها، وما زالت المؤسسة الخيرية مستمرة تحت إدارة عائلة (فورد)، أما من حيث الموجودات فتمتلك المؤسسة أصولاً، تُقدر ب (13مليار دولار)، وتتحدد أهداف ووظائف المؤسسة في منح الأموال لحقوق الإنسان ودعم السلم العالمي، ويتم ذلك بالشراكة مع الجامعات، وبالتعاون مع المؤسسات والمنظمات الخيرية والدولية.

### مؤسسة Kellogg الأمريكية الخيرية
تأسست عام 1930م من قبل مؤسس شركة منتجات الإفطار( Kellogg)، حيث تبلغ حجم موجودات المؤسسة (7مليار دولار)، وتعتبر مانحة في مجال رعاية الطفولة.

### مؤسسة Bill Gates And Milenda الأمريكية الخيرية
وتعتبر هذه المؤسسة الأكبر عالمياً من حيث الإنفاق الخيري السنوي، وهي مؤسسة مانحة للمال، إذ تقدم المنح المالية في الرعاية الصحية، ومحاربة الفقر، أما في أمريكا، فتقوم بدعم التوسع في التعليم، ومن حيث الإدارة يعتبر رجل الأعمال (بيل غيتش) وزوجته، وصديق العائلة (بافت)، الأوصياء على المؤسسة التي تُقدر موجوداتها ب: (33 مليار دولار)، ويعود الفضل لهذا الحجم إلى صديقهم، الذي قام بتبرع سخي مشروط، قدره (30 مليار دولار)، على شكل أسهم وسندات، للاستفادة من الريع في الإنفاق الخيري.

### Churh Commission Of England
تشكلت ممتلكات المفوضية العامة للكنائس في بريطانيا خلال قرون من الزمن، حيث بلغ حجم أصولها المالية (13 مليار دولار)، ويُنفق من ريع تلك الأصول على توفير مرتبات وتقاعد العاملين في المفوضية، وخاصة المبشرين منهم، كذلك في دعم الحملات التبشيرية خارج بريطانيا.
وجميع ما سبق ذكره من نماذج لبعض المؤسسات الخيرية في الغرب، يدل على الدور الذي تضطلع به المؤسسات الخيرية –الترست- كصيغة للاستفادة المباشرة والفعالة من الأموال الوقفية والاسثمارية في دعم المجتمع.

## الفرق بين الترست والوقف
1. يتميز الوقف عن الترست بصبغته الدينية، واكتسابه المشروعية من الوحي الإلهي، والقصد منه عادة ابتغاء وجه الله، بخلاف الترست، الذي عادة ما يكون على غير قصد ابتغاء وجه الله.[إنج 6][12]

1. يشترط في المال الموقوف في الفقه الإسلامي إمكانية الانتفاع به مع بقاء عينه، وهذا يشمل العقارات من أراض ومبانٍ، وقد يشمل المنقولات والنقود والمنافع، أما النظم الغربية فيمكن وقف جميع الأموال التي تبقى مدة من الزمن، وتَدُر دخلاً يستخدم لأغراض خيرية.[16]
2. الوقف وريعه لا يجوز صرفه إلا فيما شرعه الله، بينما الترست لا توجد لديه قيود، فيمكن صرفه في الأعمال الخيرية وغير الخيرية.[6]
3. في الوقف الإسلامي، تُعفى أموال الوقف من واجبات شرعية كالزكاة، لأن أموال الوقف العامة هي لله، وكذلك الزكاة، أما الترست فقد نصت معظم قوانين الغربية على إعفاءه من الضريبة كلياً.[16]
4. يفارق الترست الوقف بكون الترست مملوكاً للترستي –أي الأمين للترست، وهو ما يقابله في الوقف الناظر-، فالترستي مالك للعين، إلا أنه لا يجوز له التصرف في هذه العين، إلا وفق شروط المؤسس للترست، فالترستي يملك العين، والمستفيدون يملكون منفعة العين، بينما الناظر على الوقف لا يملك العين الموقوفة، والسائد أن العين المملوكة في حكم الله، لا يملكها أحد بعد وقفها، فذمة الوقف منفصلة عن أي ذمة أخرى.[8]

## معلومات المراجع الكاملة